# Luís Carreira
Luís Filipe de Sousa Carreira (* 31. Dezember 1976 in Lissabon; † 15. November 2012 in Macau) war ein portugiesischer Motorradrennfahrer.
Luís Carreira war ein erfahrener Roadracer und nahm an zahlreichen Straßenrennen teil, darunter die Isle of Man TT und das North West 200. Außerdem konnte er in seiner Laufbahn vier Mal den Meistertitel in der Superstock-1000-Meisterschaft seines Heimatlandes gewinnen.
In der Saison 2008 startete er mit einer Wildcard auf einer Suzuki GSX-R1000 beim Lauf der Superbike-Weltmeisterschaft in Portimão, konnte dabei aber keine Punkteränge erreichen.
Carreira verunglückte am 15. November 2012 im Qualifikationstraining zum Macau Grand Prix auf dem Guia Circuit tödlich. Er prallte mit seiner Suzuki vom Team Benimoto Suzuki Cetelem in der Pescadores-Kurve ohne Fremdeinwirkung gegen die Leitplanke und erlag kurze Zeit später im Hospital Conde de São Januário seinen Verletzungen.